# Andrea Barberi
Andrea Barberi (Tivoli, 15 gennaio 1979 – Tivoli, 20 dicembre 2023) è stato un velocista italiano, ex primatista nazionale dei 400 metri piani, specialità nella quale è anche stato campione nazionale outdoor per 8 volte consecutivamente, dal 2001 al 2008.

## Biografia
Fece parte delle Fiamme Gialle. Contava 15 presenze in nazionale.  Era primatista italiano con 45:19 dal 26 agosto 2006 allorché migliorò il vecchio primato di Mauro Zuliani, che aveva resistito per ben 25 anni.
Da tempo malato, morì giovanissimo nel 2023, a soli 44 anni.

## Vita privata
Risiedeva a San Gregorio da Sassola.

## Palmarès
| Anno | Manifestazione          | Sede       | Evento      | Risultato  | Prestazione | Note                                     |
| ---- | ----------------------- | ---------- | ----------- | ---------- | ----------- | ---------------------------------------- |
| 2007 | Mondiali                | Osaka      | 400 m piani | Batteria   | 45"74       | Miglior prestazione personale stagionale |
| 2009 | Giochi del Mediterraneo | Pescara    | 400 m piani | Batteria   | 46"93       |                                          |
| 2010 | Europei                 | Barcellona | 400 m piani | Semifinale | 45"63       | Miglior prestazione personale stagionale |
| 2010 | Europei                 | Barcellona | 4 × 400 m   | 8º         | 3'04"20     |                                          |
| 2012 | Europei                 | Helsinki   | 4 × 400 m   | Batteria   | 3'08"78     |                                          |

## Campionati nazionali
Campionati italiani assoluti di atletica leggera
- 8 titoli outdoor (sui 400 m dal 2001 a 2008)
- 1 titolo indoor (sui 400 m nel 2004)

## Migliori prestazioni
1. 45.19 (4) Rieti 27 Ago 06
2. 45.30 (3)sf1 Göteborg 8 Ago 06
3. 45.70 (3)b4 Helsinki 9 Ago 05
4. 45.70 (5) Göteborg 9 Ago 06
5. 45.79 (1) Rieti 3 Ago 03
6. 45.81 (2)b3 Göteborg 7 Ago 06
7. 45.87 (5)b4 Parigi 23 Ago 03
8. 45.89 (1) Bressanone 26 Giu 05
9. 45.92 (4) Torino 3 Giu 05
10. 45.98 (5)B Madrid 17 Lug 04